# Salterio de Gertrudis
El Salterio de Gertrudis o Salterio de Tréveris (también conocido como Psalterium Egberti o Codex Gertrudianus) es un salterio iluminado medieval conservado en la biblioteca municipal de Cividale (Italia).
Se trata de una de los famosos manuscritos realizados para el arzobispo Egberto de Tréveris. Se elaboró en 981 por los monjes de la abadía de Reichenau. 
A mediados del siglo XI, el libro pasó a Gertrudis, esposa de Iziaslav de Kiev. Ella incluyó su libro de oraciones como parte del codex y encargó que lo iluminaran, lo que unificó curiosamente tradiciones bizantinas y románicas.
El salterio es a veces considerado como una evidencia del interés de Iziaslav en el catolicismo. El libro presenta una gran imagen del apóstol Pedro venerado por Gertrudis y su hijo Yaropolk, cuyo nombre cristiano fue Pedro. Se sabe que Yaropolk fue el primero que construyó una iglesia dedicada a San Pedro en Kiev y que colocó una imagen de ese santo en sus monedas. En 1075 fue enviado por su padre destronado a Roma para asegurar el apoyo papal en recompensa por llevar Rusia bajo el patronazgo de San Pedro (patrocinium beat Petri). Hay dos cartas del papa Gregorio VII al rey de Polonia y Sviatoslav II de Kiev advirtiéndoles que devolvieran el trono de la Rus de Kiev a Iziaslav. 
Fue propiedad de santa Isabel de Turingia, quien lo donó a la biblioteca del capítulo de Cividale.